# (9276) 1980 RB8
(9276) 1980 RB8 (1980 RB8, 1980 TO6, 1991 RF7) — астероїд головного поясу, відкритий 13 вересня 1980 року.
Тіссеранів параметр щодо Юпітера — 3.550.